# Balázs Györe
Balázs Györe (n. 8 mai 1951, Budapesta) este un scriitor maghiar.
1. ↑   https://szepiroktarsasaga.hu/tagok/gyore_balazs.316.html?pageid=973 Lipsește sau este vid: |title= (ajutor)